# アメリカ合衆国行政管理予算局
アメリカ合衆国行政管理予算局（アメリカがっしゅうこくぎょうせいかんりよさんきょく、英語: Office of Management and Budget、略称：OMB）は、アメリカ合衆国連邦政府の行政機関の一つである。その役割は議会に送付する予算教書を作成し、成立した予算を執行することであり、各行政機関の活動を管理することである。
行政管理予算局は行政管理予算局長によって統轄されている。局長は閣僚級の地位であり、大統領に直属する立場である。

## 歴史

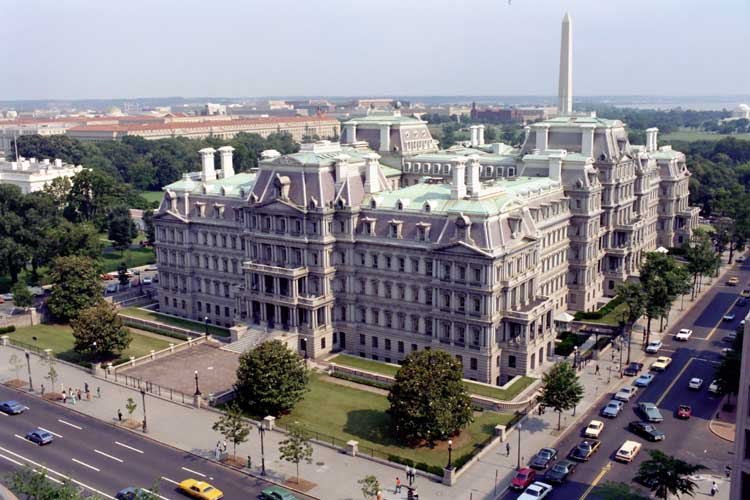
アイゼンハワー行政府ビル

前身である予算局（Bureau of the Budget）は、1921年に財務省の内部部局の一部として設置され、1939年には大統領府に移された。その後、1970年にニクソン政権によって行政管理予算局として改組、改称された。
2023年時点で450人ほどのスタッフがおり、大統領府内のアイゼンハワー行政府ビルに事務局が置かれている。

### 第2次ドナルド・トランプ政権
2025年1月20日にドナルド・トランプが大統領に就任すると、選挙を通じて公約として掲げてきた政府効率化省を発足させた。同日、行政管理予算局の傘下組織であるアメリカ合衆国デジタルサービス(USDS)をアメリカDOGEサービスに名称変更し、USDSは政府効率化省に編入された。
2025年2月、プロジェクト2025アーキテクトのラッセル・ヴォートが局長に就任した。

## 役割
行政管理予算局の役割の一つは、約一年をかけて各行政機関の個別の政策を評価し、競合する予算要求を調整、査定して毎年2月初めに議会に送付する予算教書を作成することである。なお、アメリカ合衆国では大統領が議会に法案を提出することはできず、予算教書を送付することはあくまでも勧告であって、正式には議員が提案者となる。また、予算教書がそのまま採用されるわけでもない。
行政管理予算局のその他の役割としては、各行政機関が無駄を省き、効率的な業務を行うことによって、国民が低い費用で行政サービスを容易に利用できるようにすること（電子政府政策の推進）や、各行政機関の規制政策分析を監視することなどがある。　

## 幹部
- 局長
- 副局長
- 副局長（最高業務責任者）
- 政府財務管理担当管理者
- 政府調達担当管理者
- 電子政府および情報技術政策担当管理者（最高情報責任者）
- 情報政策および規制政策担当管理者